# Summierungsthese
Die Summierungsthese (auch -theorie) ist eine politiktheoretische These, die Aristoteles in seinem staatsphilosophischen Hauptwerk Politik aufstellt. Ihr zufolge kann die Entscheidung einer größeren Gruppe von Menschen besser sein, als die weniger Einzelner oder Fachkundiger. Die These ist bisweilen als ein aristotelisches Argument für die demokratische Staatsform gewertet worden – auch weil in ihr Tüchtigkeit (areté) durch bloße Zahl aufgewogen wird.
Die Summierungsthese kann als frühe Formulierung des Grundgedankens der „Kollektiven Intelligenz“ verstanden werden.